# Аккольи, Луиджи
Луиджи Аккольи (итал. Luigi Accogli ; 16 августа 1917, Андрано, королевство Италия — 21 июня 2004) — итальянский прелат и ватиканский дипломат. Титулярный архиепископ Требы с 16 октября 1967 по 21 июня 2004. Апостольский нунций в Китае с 16 октября 1967 по 29 сентября 1970. Апостольский нунций в Эквадоре с 29 сентября 1970 по 6 июля 1979. Апостольский нунций в Бангладеш с 6 июля 1979 по 17 июня 1988. Апостольский нунций в Сирии с 17 июня 1988 по 18 февраля 1993. 